# Дальние Мельницы (Одесса)
Дальние Мельницы – исторически сложившаяся часть города, расположенная в Хаджибейском районе Одессы.  Представляет собой район малоэтажной застройки, состоящий из главной улицы – Мельницкой и целого ряда улиц, спланированных в прямоугольные кварталы: Онежской, Радужной, Литовской, Аккордной, Фабричной, Желябова, Строганова, Василия Стуса и Николая Вороного.

## История
Небольшой посёлок для мельников и их семей — Дальние Мельницы — с регулярным планом и опрятными домиками появился в 1820-х годах.
Идиллия длилась недолго: работу мельниц постепенно перенимали на себя паровые механизмы. А в 1862-65 годах возле посёлка провели железную дорогу, что навсегда перечеркнуло тихую жизнь Дальних Мельниц. По соседству начинают строиться заводы и фабрики, а рядом селятся батраки и беглецы – типичный контингент для набора промышленных рабочих в те времена. Да и местные жители, утратив привычный заработок, охотно шли работать на предприятия. К концу века Дальние Мельницы превратились в классическое рабочее предместье – грязное и бедное.
Несколько поправило ситуацию открытие в 1899 году на улице Мельницкой коньячного завода, впоследствии выкупленым купцами Шустовыми. Предприятие выплачивало сравнительно неплохую зарплату и занималось образованием персонала.
К востоку от Дальних Мельниц – в районе нынешних улиц Балковской и Заводской – возник польский посёлок. В честь основателя его назвали Дачами Дашкевича. В 1892 году «дачники» выстроили на Балковской вычурный католический собор Святого Климентия и школу. Своим фасадом он выходил на огромную Сенную площадь (теперь на её месте сквер Гамова).
В начале Мельницкой улицы в 1887 году был заложен храм Св. Алексия, постройка которого завершилась уже в следующем году. Приход его составляли жители улиц Болгарской, Малороссийской, Хуторской, Сиротской, а также Воронцовки, Ближних Мельниц и Степовой. Трёхпрестольный храм (архитектор А. Д. Тодоров), выдержанный в классическом стиле, украсил площадь и был виден далеко в округе. В 1936 году храм снесли, а в начале 1990-х годов восстановили – сегодня это Алексеевская церковь на одноимённой площади (раньше она называлась Новоконной).
Около 1913 года по нынешним улицам Желябова и Радужной была проложена трамвайная колея. Бывший трамвайный парк находится напротив Алексеевской церкви.
Не лучшим образом на облике Дальних Мельниц сказалась и советская индустриализация: под застройку заводами и фабриками попали целые кварталы, почти полностью исчезли Дачи Дашкевича, был уничтожен собор, частный сектор урезали под общежития для рабочих. Легко себе представить, во что превратился бывший чистенький и опрятный польский посёлок. Даже улицы тут заасфальтировали лишь в 1950-х годах.
На северной стороне Мельницкой улицы, на месте бывшей усадьбы помещика Воеводского, в 1960-х годах был устроен красивый парк Ленинского Комсомола с прудами. Сейчас зелёный массив пришёл в запустение, а из водоёмов регулярно происходят выбросы сероводорода. Парк Ленинского комсомола был одним из последних непереименованным объектом в Одессе, пока в 2016 не был переименован в парк Савицкого. В наши дни это затянутый тиной пруд со ржавыми конструкциями и аллеей руководителей КПСС. В 2006 году сюда с Куликового Поля был перенесён гранитный памятник Ленину.
В 2016 памятник был закидан краской, и через некоторое время был снесён.

## Предприятия
Завод поршневых колец, коньячный завод Шустов.
Завод по производству кваса Monolithic.